# Sjeverni Alföld
Sjeverni Alföld ili Sjeverna Nizina (mađarski: Észak-Alföld) je jedna od sedam mađarskih statističkih regija.

## Zemljopis
U ovu regiju spadaju županije Hajdú-biharska, Jász-Nagykun-Szolnok i Szabolcs-Szatmár-Bereg. Upravno središte regije i najveći grad je Debrecen.

## Turizam
Upravne granice ove regije se velikim dijelom poklapaju s turističkim regionalnim cjelinama, jedino se regija oko Tise odvaja u drugu turističku cjelinu.
Hajdu-biharska
U ovoj županiji se izdvajaju povijesni spomenici oko Debrecena i Hortobágyaški nacionalni park. Također ovdje postoji i veliki broj srednjovjekovnih utvrda i crkvi. U ovom kraju žive potomci Hajduka.
Jaziško-velikokumansko-szolnočka
Najpoznatije turističko središte je u okolici jezera Tise i termalni izvori. Seoski turizam je također veoma razvijen u ovom području.
U ovoj županiji žive potomci Kumana i Jasa.
Szabolčko-szatmársko-bereška
Ovde se nalazi veliki broj spomenika iz srednjeg vijeka, oko Nyíregyháze, drveni držači (kućište) zvona iz 13. stoljeća u Nyírbátoru. Također u ovom području nalazi se i park divljih životinja.

## Naselja

### Županijska središta
- Županija Hajdu-biharska: Debrecen
- Županija Jaziško-velikokumansko-szolnočka: Szolnok
- Županija Szabolčko-szatmársko-bereška: Nyíregyháza

### Gradovi
- Županija Hajdu-biharska: Hajdúböszörmény, Nádudvar, Tiszacsege, Hajdúszoboszló, Polgár, Földes, Balmazújváros, Nyíradony, Biharkeresztes, Nenađ, Létavértes, Nyírábrány, Berettyóújfalu, Kaba, Sárrétudvari, Püspökladány, Téglás, Pocsaj, Hajdúhadház, Komádi, Bagamér, Hajdúsámson, Egyek, Csökmő, Hajdúdorog, Hosszúpályi, Derecske, Vámospércs
- Županija Jaziško-velikokumansko-szolnočka: Jászberény, Kunszentmárton, Törökszentmiklós, Kunhegyes, Karcag, Jászárokszállás, Mezőtúr, Martfű, Tiszafüred, Újszász, Kisújszállás, Jászfényszaru, Tiszaföldvár, Kenderes, Túrkeve, Abádszalók, Jászapáti
- Županija Szabolčko-szatmársko-bereška: Mátészalka, Nyírtelek, Kemecse, Kisvárda, Nagyecsed, Záhony, Tiszavasvári, Ibrány, Demecser, Újfehértó, Balkány, Dombrád, Nyírbátor, Tiszalök, Baktalórántháza, Nagykálló, Nagyhalász, Nyírlugos, Vásárosnamény, Csenger, Máriapócs, Fehérgyarmat, Rakamaz

## Zanimljivosti
Zbog svog oblika ovu regiju također nazivaju i „pas koji skače” (mađ. ugró kutya).

## Vanjske poveznice
- Mjesečnik regije  Arhivirana inačica izvorne stranice od 24. lipnja 2007. (Wayback Machine)